# Schindler Group
Група Шиндлер (Schindler Group) — один із найбільших світових виробників ескалаторів, ліфтів та пов'язаних з обладнанням послуг. Шиндлер виробляє, виконує монтажні роботи, обслуговує і модернізує ліфти, ескалатори та рухомі доріжки в усіх типах будівель. Компанія представлена в більш ніж 100 країнах і більш як 54 000 робітниками в світі. Виробничі потужності для кожного регіонального ринку розташовані в Бразилії, Китаї, Словаччині, Іспанії, Швейцарії, Індії та США.

## Історія компанії
Історія Шиндлер почалась зі створення механічного цеху для виробництва ліфтового обладнання і двигунів в 1874 році Робертом Шиндлером і Едуардом Віллігером в Люцерні (Швейцарія).
За більш ніж 140 років існування компанія Шиндлер виросла з локального швейцарського виробника двигунів до одного з найбільших глобальних постачальників підйомного обладнання і послуг з технічного обслуговування і модернізації.
В 1883 році фабрика була перенесена в новозбудовану будівлю площею 300 м2 на вулиці Sentimattstrasse в Люцерні. 
В 1890 році вироблено перший гідравлічний вантажний ліфт. 
В 1892 Эдуард Віллігер вийшов з партнерства і компанія продовжила свою діяльність під іменем Robert Schindler, Machinery Manufacture. В цьому ж році створено електричний ліфт з двигуном пасової передачі. 
В 1895 році фабрика розширена чавунноливарним цехом, що дало змогу вже в 1899 році випускати ліфти з черв’ячним редуктором і з прямим приводом.
У 1901 році Роберт Шиндлер продав компанію своєму племіннику, який продовжив діяльність компанії під одноособовим керівництвом як і його попередник, але під новим іменем Альфред Шиндлер. І вже через рік був поставлений перший електричний  пасажирський ліфт з автоматичним кнопковим управлінням.
У 1906 році партнером компанії став Fritz Geilfuss і компанія відкрила своє представництво в Берліні.
У 1909 році поставлено електричний ліфт з двошвидкісним приводом Oerlikon, а роком пізніше перший ліфт з однофазним комутаторним приводом.
У 1911-1914 році відкриваються представництва в Туреччині, Алжирі, Росії, Італії, Аргентині, Бельгії, Румунії, Іспанії, Єгипті, Польщі.
У 1915-1916 році Шиндлер розпочинає виробництво ліфтових приводів і встановлює перший ліфт Шиндлер в Чилі.
У 1923-1925 налагоджено виробництво на дочірній компанії Le Lifts S.r.l. в Мюлузі, Франція, і відкрито представництва в Естонії та Фінляндії. Поставлено перший ліфт зі швидкістю 1,5 м/с і автоматичним вирівнюванням під час зупинки.
У 1926 поставлено перший ліфт з прямим тяговим приводом з системою зміни швидкості двигуна Вард-Леонарда, дочірня компанія в Карлсруе починає виробництво ліфтів Шиндлер для південної Німеччини.
1928 - перший ліфт Шиндлер з груповим управлінням вставлено в хмарочосі в Сан-Пауло в Бразилії, відкрита фабрика в Ліоні (Франція) і налагоджене виробництво конструкційних матеріалів у Цюриху.
1929-1936 - відкриття представництв у Колумбії, Греції, Південній Африці, Китаї, Сирії, Болівії, Хорватії і Палестині. Встановлення першого ескалатора Шиндлер і модернізація найшвидшого та найвищого пасажирського ліфта в Європі (2,7 м/с). 
1937 - смерть Альфреда Шиндлера,  Dr. A. W. Sigg стає головою ради директорів. Заснована дочірня компанія Elevadores Schindler do Brasil S.A. в Бразилії.
1938-1939 - Шиндлер створює найшвидший ліфт в Європі зі швидкістю руху 4,2 м/с. Відкриття представництв в Британській Індії та Перу.
1954-1957 - будівництво фабрики в Ебіконі, створення першої програмованої системи управління Supermatic та першого у світі ліфта з електронним управлінням двигуна змінного струму. Компанія переміщується з Люцерну в Ебікон.
1959-1961 - найбільший ліфтовий виробник Європи Шиндлер поставляє перший у світі ліфт з системою управління на транзисторах.
1970-1971 - створення Schindler Holding AG і запуск системи управління Zonomatic control. Вихід Schindler Holding AG на торгову біржу Цюриха, придбання компанії в Франції з виробництва ліфтових дверей.
1972 - запуск системи управління Variomatic control, Transitronic drive.
1975 - заснування Schindler Haughton Elevator Corporation у США, розробка системи мікропроцесорного управління Miconic.
1980-1981 - створено перше індустріальне спільне підприємство з іноземними інвестиціями в КНР China Schindler Elevator Co., створення Schindler Lifts Australia Pty Ltd.
1985 - встановив перші двокабінні ліфти (double-deck elevator) в 68 поверховій будівлі в Торонто.
1986 - виходить на ринок Індії кооперацією з другим найбільшим виробником ліфтів у країні Bharat Bijlee LTD.
1987 - придбав контрольний пакет акцій Japanese Nippon Elevator Industry Co Ltd у Токіо, створення фабрик універсальних компонентів в Ебіконі, Локарно (Швейцарія), Мюлузі, Мелен (Франція), Берліні.
1989 - завдяки купівлі крупних компаній Шиндлер виходить на ринки Північної Америки (фабрики в Клінтоні, Гетісбург), Нової Зеландії, Чилі.
1990 - створює спільне підприємство «Шиндлер Мосмонтаж лифт», в якому Шиндлер володіє 51 % акцій.
1993 - займає 20 % світового ринку підйомного обладнання і посідає перше місце в світовому ринку ескалаторів.
1994 - фабрика ескалаторів Шиндлер в Клінтоні (США) випускає 1000-й ескалатор за 4 роки існування. В Ебіконі створюється тренінговий центр з 6-ма ліфтами. Потужності фабрики компонентів в Ебіконі переміщується в Сарагосу (Іспанія).
1995 - Alfred N. Schindler стає головою ради директорів. Відкриття нової фабрики виробництва сходинок ескалаторів у Сучжоу (Китай).
1996 - вихід на ринок інтелектуальної системи управління пасажиропотоком Miconic 10, фабрика ескалаторів у Клінтоні визнана однією із найкращих фабрик у США. Шиндлер стає лідером ринку підйомного обладнання для морських кораблів.
1997 - презентація нового пасажирського ліфта з двигуном на кабіні SchindlerMobile. Запуск виробництва нової лінійки ескалаторів S9300 на трьох фабриках у Відні, Клінтоні і Китаї.
1998 - створення тренінгового центру в Шанхаї для компаній Шиндлер Китаю. Запуск в виробництво ліфта без машинного приміщення Schindler Smart MRL 001 з лебідкою в шахті і шафою управління в стіні шахти. Запуск лінійки рухомих доріжок S9500.
2000 - презентація нового модульного ліфта SchindlerEuroLift, перших в світі синтетичних тягових канатів SchindlerAramid і інноваційної безредукторної лебідки, що значно менша за попередні аналоги.
2002-2005 - презентація системи керуванням переміщення пасажирів і обмеження доступу в будівлях SchindlerID, запуск нових лінійок ліфтів без машинного приміщення з синтетичними тяговими ременями Schindler 3100, 3300, 5300.
2008 - переміщення фабрики ескалаторів з Відня в Дунайску Стреду (Словаччина). Фабрики по виробництву ескалаторів для кожного світового ринку розташовані в Китаї, США, Бразилії та Словаччині. Кожного дня Шиндлер переміщує 900 млн пасажирів.
2009 - відкриття нового тренінгового центру в поєднанні з центром розробки, дослідження і тестування в одному місці, оснащеним 15 шахтами для ліфтів та ескалаторами для тестування, навчання обслуговуванню та монтажу.
2012-2014 - запуск нової лінійки ліфтів S5500, відкриття нових фабрик ескалаторів в Дунайскій Стреді (Словаччина), Шанхаї (Китай) і ліфтів в Індії. Презентація нової інтелектуальної системи управління переміщенням пасажирів в будівлях myPORT.